# Achik

colors nacionals atribuïts als garos o achiks

Els achik, coneguts també com a garo (plural garos), són una ètnia de Meghalaya, que viuen sobretot als tres districtes de les muntanyes Garo (Garo Hills) a Meghalaya i als districtes de Kamrup i Goalpara a Assam.
Els garos o achik són forts i treballadors, resistent al cansament; són morenos i d'altura mitjana, i ni homes ni dones tenen pretensions sobre el seu aspecte exterior. Quan van amb els vestits tradicionals acostumen a portar ornaments, anells i collars; el seu armament tradicional són llances, espases i escuts; l'espasa és característica amb dos caps i un final sobtat i amb el punt i la fulla formant una sola peça, i s'utilitza també per l'agricultura; els escuts són de bambú.
Els promuls són prominents, nas ample, llavis densos i ull de color marrron; els homes tenen poca barba i es tallen el pel que els cau cap a la cara però no la resta. La seva alimentació és variada menjant porc, vaca, i animals com gossos, serps i ranes (i antigament tigres) però la dieta habitual és l'arròs; la beguda és un liquit d'arros (vervesa d'arròs); generalment no veuen llet. Fumen tabac però no drogues com l'opi.
Els seus pobles estan situats generalment a un costat d'un turó a certa distància del cim, i on és fàcil obtenir o potar aigua. Les cases es construeixen sobre pilars i de vegades són forçá grans; estan fetes de bambu i palla, i dividida de manera general en una sala gran on viu la família, una sala per les dones, un apartat pel bestiar i baranes al front i darrere. Un fumera sovint de rajola, ocupa el centre de la casa i té la finalitat no sempre aconseguida de deixar sortir el fum. Els pobles varien de mesura, alguns tenen fins a dos mil habitants, i altres només dues o tres dotzenes. Durant l'època de collita tot el poble s'hi dedica en camps comunitaris.
Les dones garos, com les khàsies, són les caps de la família i la propietat es transmet per via femenina (el fills de la germana de l'home); sembla una derivació de l'antic sistema de poliàndria freqüent a alguns llocs de l'Himàlaia. Els matrimonis són concertats pels pares i no s'ha de donar dot; el futur marit es trasllada a la casa de la família de la dona i passa a formar part del seu clan; els membres dels clans no es poden casar entre ells; per casar-se amb una segona dona cal el consentiment de la primera; l'adulteri està castigat amb multa. El divorci està reconegut i les vídues es poden tornar a casar però dins la família del marit.
Els seus funerals implican la creença en una vida al més enllà; el cos és cremat i les cendres enterrades prop de la casa i un pal s'aixeca en memòria del difunt al porxo de la casa (algunes cases arriben a tenir mig centenar de pals); alguns gossos són sacrificats per guiar al mort en el més enllà; fins al segle xix es feien sacrificis humans en els enterraments de caps. El seu déu suprem és anomenat Saljang representat pel sol, però la major part del culte està dedicat a dimonis a cadascun dels quals s'atribeuix una perveersió moral o física; el sacerdot determina les cerimònies que calen en cada cas; els garos són supersticiosos i creuen en diversos esperits de tota mena; creuen que alguns humans poden deixar el seu cos i reencarnar-se en tigres o altres animals.
La seva llengua està emparentada al bodo, del grup tibetobirmà. Ells mateixos es designen com achik rang (poble de les muntanyes) o com a mande rang (els homes) i es classifiquen per divisions geografiques (jal) i clans exogams (chachi) subdivits en maharis o famílies. Vers 1900 hi havia uns 15 jals destacant els d'Abeng (oest de Tura), Aton (a la plana), Matcho (part central), Matjangchi (vall superior del Someswari), Awi, Akawi (els dos a la part plana entorn Damra), Chisak (al nord d'Awi), Matabeng (nord de Tura) i Migam (a la rodalia de les muntanyes Khasi.
Des de 1952 un consell del districte té algunes competències per afers que afecten els garos. El nom actual del consell, amb atribucions sobre tres districtes, és el de Consell Autònom del Districte de Garo Hills.
Els seus moviments representatius principals al segle xxi són:
- Consell Nacional Garo
- Consell Nacional de Voluntaris Achik

La seva bandera amb els colors nacionals és rectangular, dividida en tres franges horitzontals iguals: vermell a la part superior, blau al centre i groc a la inferior.